# Junker Gruppe
Die Junker Gruppe (Eigenschreibweise: JUNKER Gruppe) ist ein deutsches Maschinenbau-Unternehmen.

## Geschichte

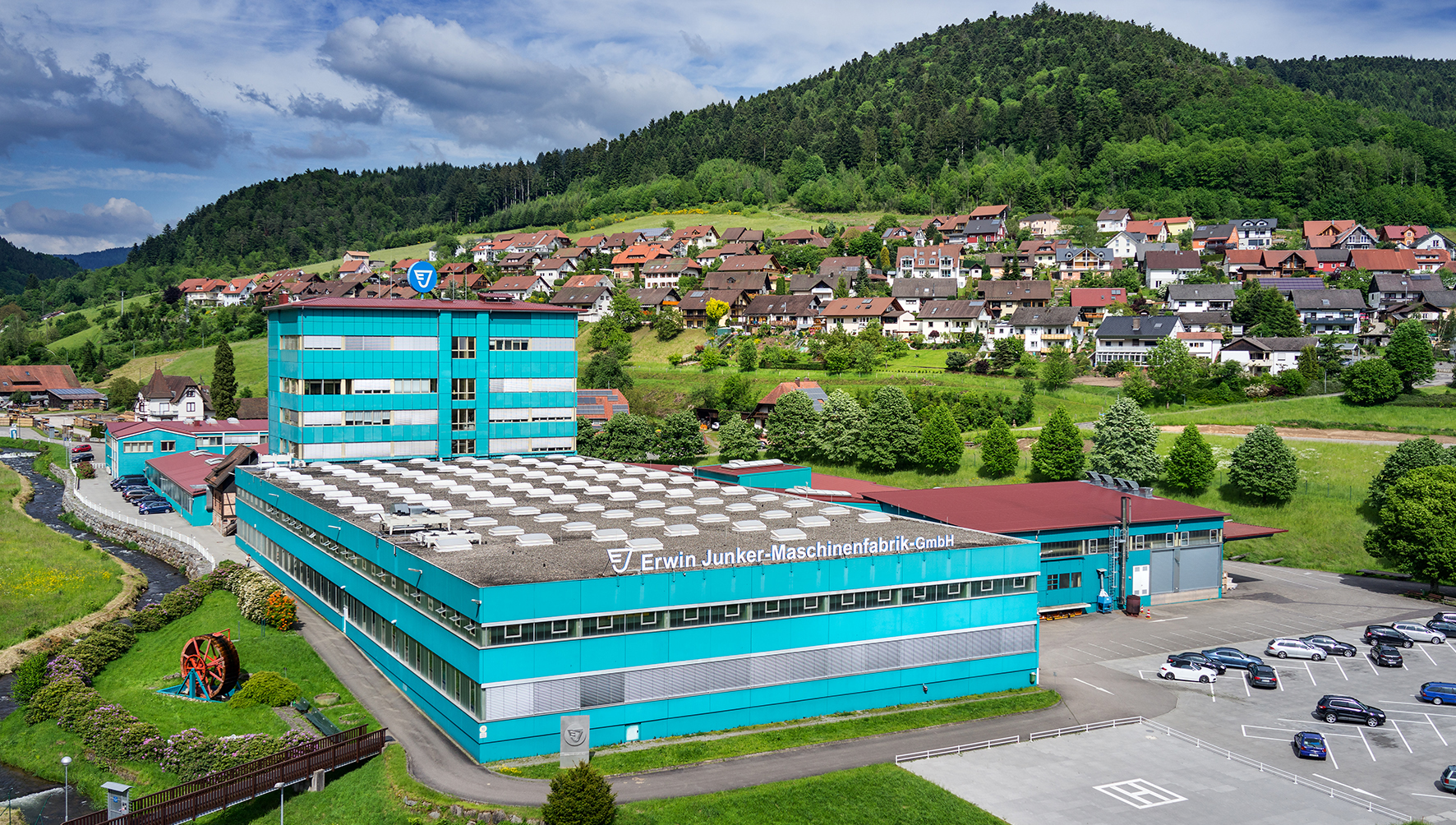
Hauptsitz in Nordrach

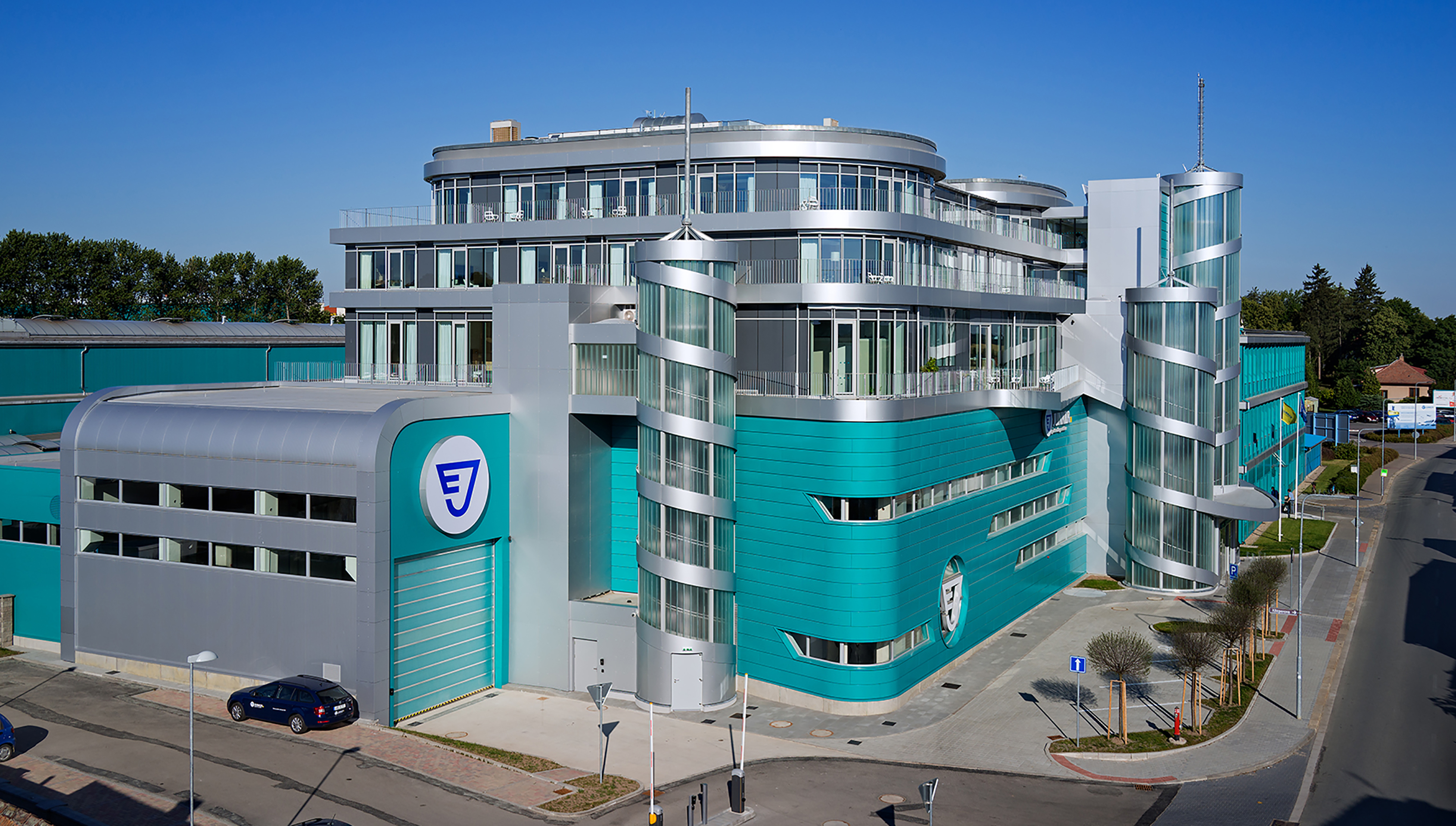
Standort in Holice

1962 gründete Erwin Junker in Nordrach im Schwarzwald das Unternehmen Erwin Junker Maschinen- und Apparatebau zur Herstellung von Schleifmaschinen. 1977 entstanden die ersten eigenen Vertriebsstandorte in Deutschland und den USA. 1992 übernahm Erwin Junker drei tschechische Hersteller von Schleifmaschinen, wodurch die Junker Gruppe entstand. 1995 wurde die 1980 in Achern gegründete LTA Lufttechnik GmbH, ein Hersteller von Filtrationssystemen, in die Junker Gruppe eingegliedert und ein Technologiecenter in Nordrach eröffnet. 2003 wurde die Niederlassung in Shanghai gegründet. 2007 fusionierten die tschechischen Standorte zur Erwin Junker Grinding Technology a.s. mit Hauptsitz in Mělník.  2009 eröffnete die Junker Gruppe einen Vertriebs- und Servicestandort in Indien; zwei Jahre später folgte Brasilien, 2012 die Niederlassung in Russland und 2014 die Niederlassung in Mexiko. Seit 2015 gehört der brasilianische Schleifmaschinenhersteller ZEMA Zselics Ltda. ebenfalls zur Unternehmensgruppe. 2016 wurde die LTA Industrial Air Cleaning in den USA gegründet, ein Jahr später die LTA Industrial Air Cleaning Systems s.r.o. in der Tschechischen Republik.
Hauptsitz der Junker Gruppe ist nach wie vor Nordrach; weitere Produktionsstandorte befinden sich in Mělník, Holice, Čtyřkoly und Středokluky (Tschechische Republik), Verkaufs- und Servicestandorte in Brasilien, China, Deutschland, Indien, Mexiko, Russland, in der Tschechischen Republik, der Türkei und den USA. 2016 wurde zur ungeteilten Fortführung des Unternehmens die Fabrikant Erwin Junker Stiftung errichtet.  2018 hatte die Junker Gruppe  etwa 1500 Mitarbeiter an 14 Standorten.

## Geschäftsbereiche
Die Junker Gruppe ist tätig in den Geschäftsbereichen Maschinen, Services, Technologie und Equipment und vertreibt ihre Produkte unter den Marken JUNKER, ZEMA und LTA. Den größten Umsatzanteil machen  Schleifmaschinen zur hochpräzisen Metallbearbeitung aus.

## Technische Akademie Holice
2015 gründete die Junker Gruppe an ihrem tschechischen Standort Holice die Erwin Junker Technische Akademie um qualifizierte Arbeiter auszubilden. Dazu gehören das Erwin Junker Hotel und das Quickpoint-Restaurant.